# Castel Weyer (Gmunden)
Castel Weyer (in tedesco Schloss Weyer), anche noto come Woaslhaus, si trova nel comune austriaco di Gmunden nell'omonimo distretto appartenente al Land dell'Alta Austria. La sua storia inizia nel XV secolo ma il castello che ci è pervenuto venne edificato verso la fine del secolo seguente.

## Storia

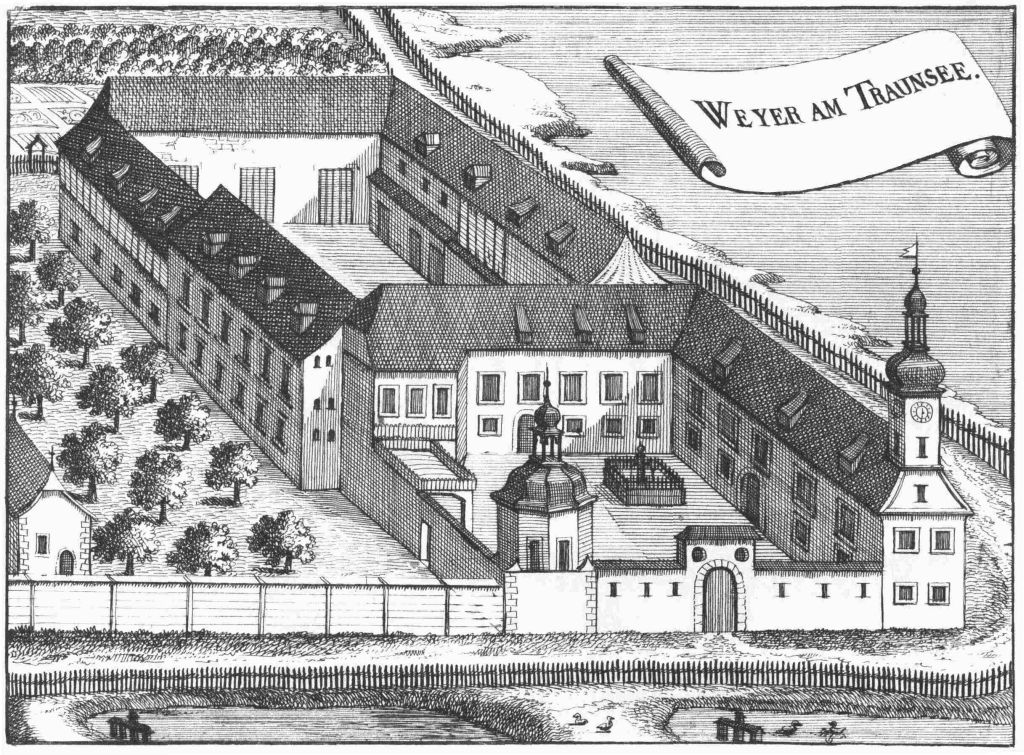
Castel Weyer in una stampa Georg Mathias Vischer del 1674

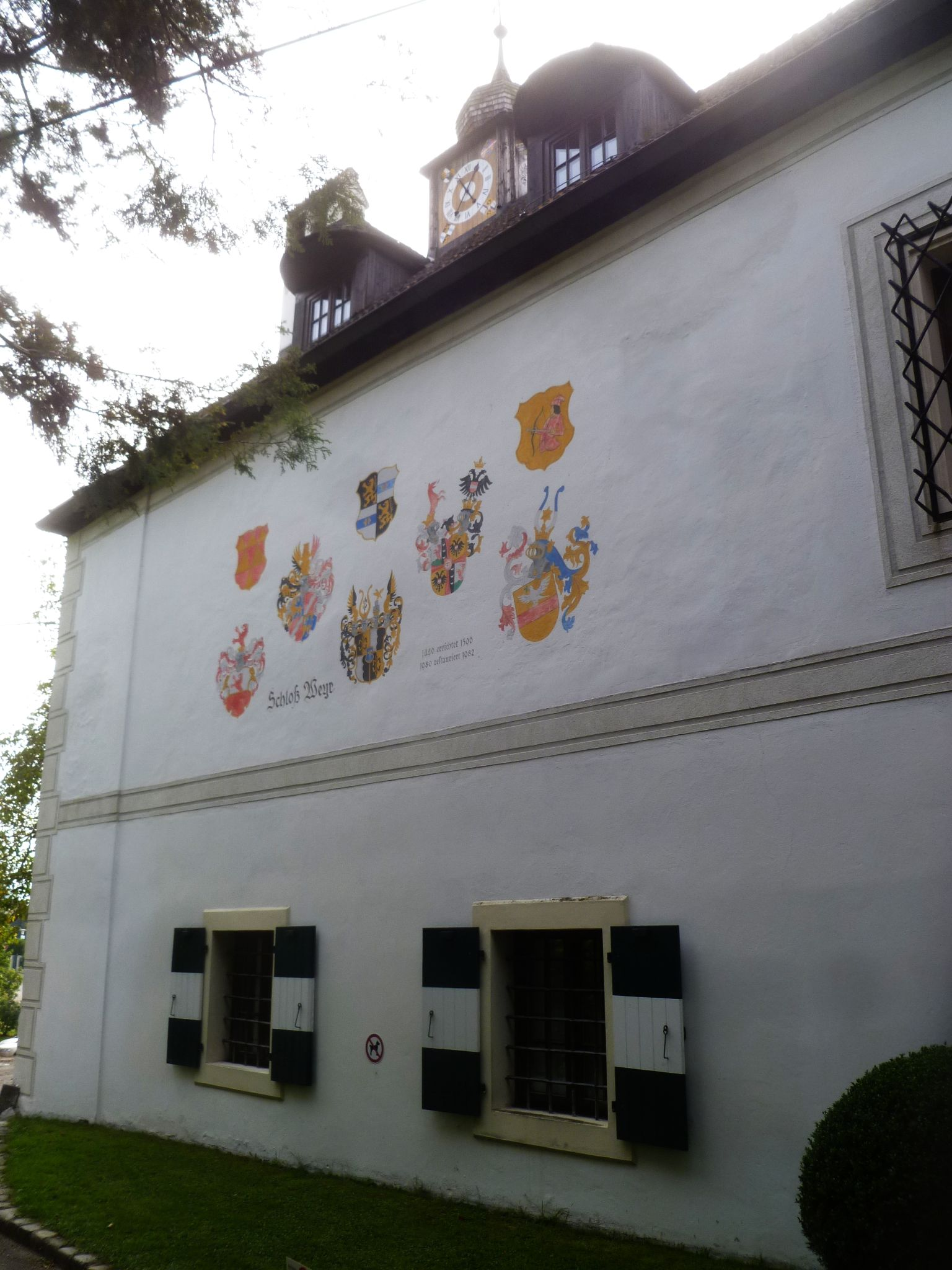
Parete esterna con vari stemmi nobiliari

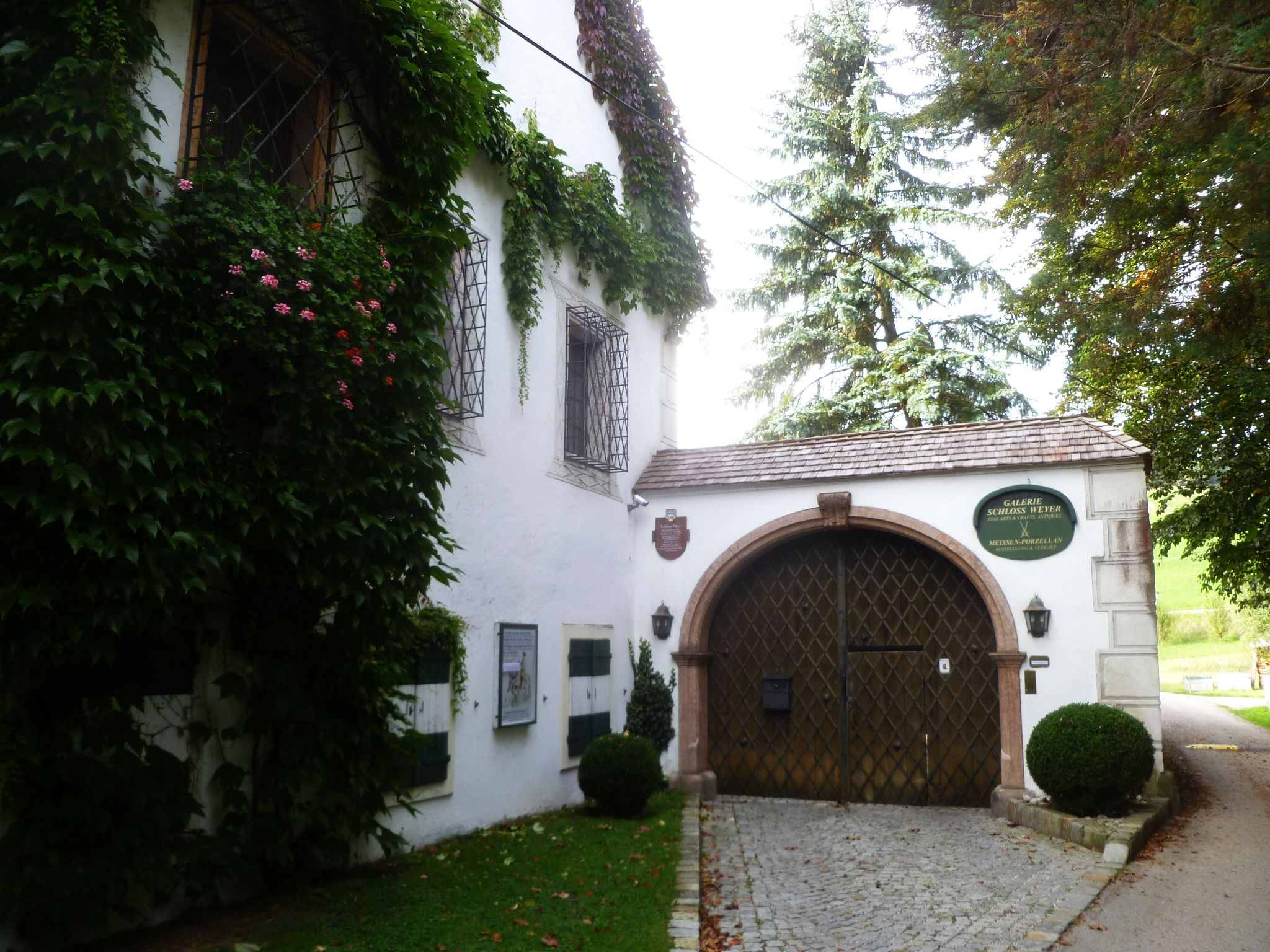
Portale di accesso al cortile interno ed alla Galerie Schloss Weyer - Meissen Porzellan

Castel Weyer, come molte residenze storiche, fu in origine una fattoria e venne menzionato per la prima volta nel 1446 come feudo cavalleresco del dominio di Ort. Nel 1596 Abraham von Rohrbach costruì un nuovo castello sul sito della primitiva  fattoria dopo aver rilevatola proprietà feudale da Hektor Jagenreuter. Già nel 1606 la tenuta fu acquistata da Maximilian Hackelberger che la unì amministrativamente all'altra sua tenuta di Mühlwang. Nel 1613 Leopold Pödtsch acquistò Mühlwang e vendette Weyer, che da quel momento ebbe nel giro di pochi anni diversi proprietari. Nel 1624 il guardaboschi imperiale Hans Christoph Rottner ottenne da Ferdinando II d'Asburgo che il castello  diventasse una sede nobiliare libera e venisse dotata di numerosi privilegi nobiliari. Poiché poi l'Alta Austria fu assegnata alla Baviera Rottner nel 1627 fu costretto a vendere la sua nuova tenuta al governatore bavarese, il conte Adam von Herberstorff, che a sua volta poco dopo la donò ad Hanns Christoph Schmitzperger in riconoscimento della sua lealtà e per i vent'anni al suo servizio. Intanto, nel 1631, venne costruita la cappella gentilizia che venne consacrata nel 1710 dal vescovo di Passau e dal cardinale e conte Johann Phillip von Lamberg con dedicazione a San Benedetto. Quando Schmitzperger morì senza figli si avvicendarono in breve tempo molti proprietari sino al momento in cui Christoph Benedikt Hayden von Dorff auf Lindach ereditò il castello e decise di investire molto per il suo ampliamento e abbellimento. Nel 1724 la residenza passò a Karl Josef Oktavian von Frey e nel 1738 vi fondò un orfanotrofio per 12 ragazzi. Parte della proprietà signorile fu separata dal castello e riunita a Mühlwang, come era avvenuto all'inizio del XVII secolo. Dalla fine del XVIII secolo e fino al 1879 il castello fu sede di una scuola elementare pubblica e in seguito divenne proprietà privata. Dal 1981 in poi venne avviata una fondamentale ristrutturazione del castello e la proprietà appartiene alla famiglia Schober. Il castello viene utilizzato, tra l'altro, come galleria di porcellane di Meissen.

## Descrizione

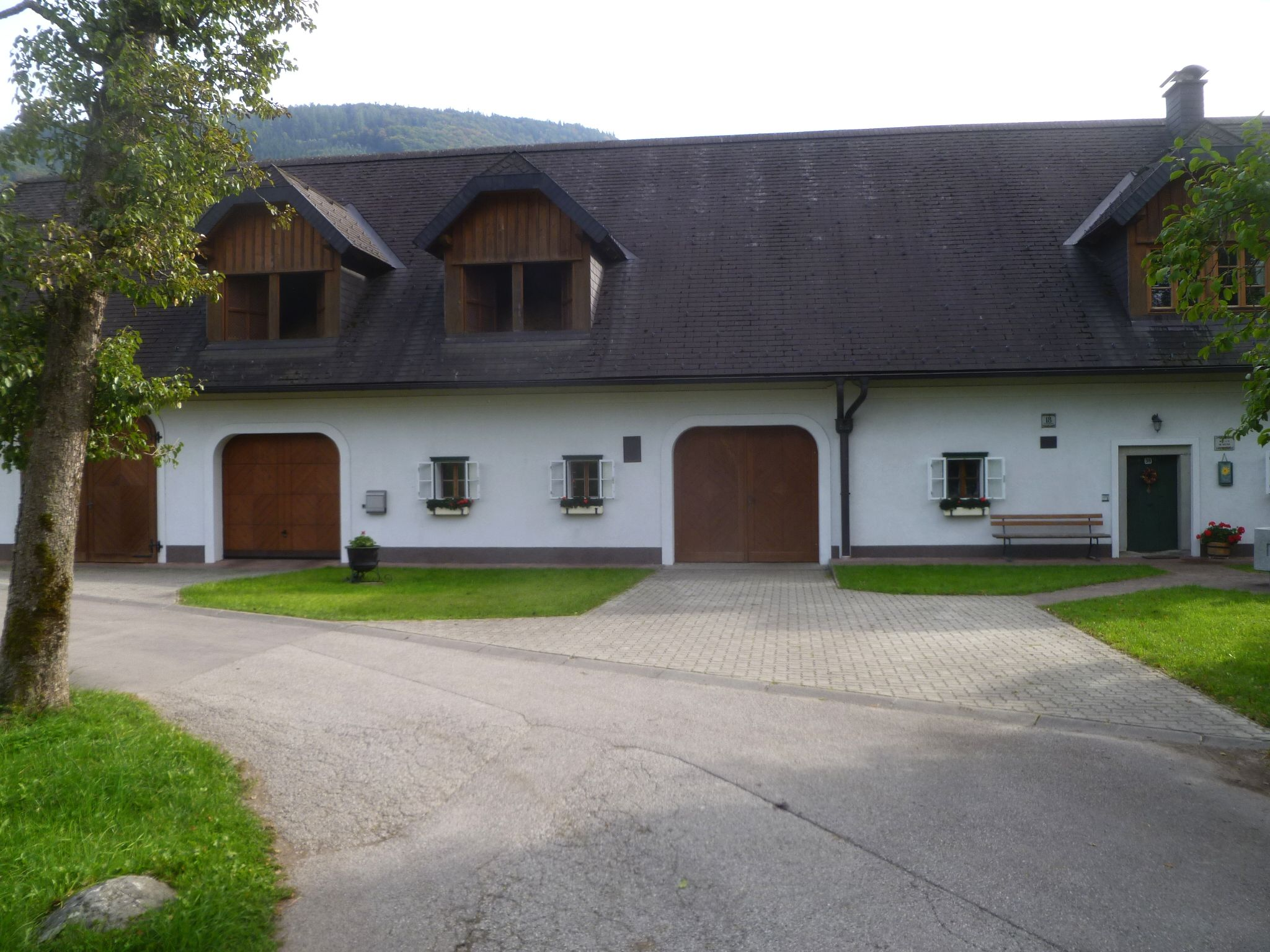
Ala del castello vista dal cortile interno

Il castello si trova nel comune austriaco di Gmunden nell'omonimo distretto, Land dell'Alta Austria. Sorge in Karl Josef Freygasse e si tratta di un complesso a forma di uncino risalente al XVI secolo. Il castello si sviluppa su due piani ed è costituito da un'ala sud leggermente più lunga e da una ala est meno estesa. La cappella barocca, indipendente dalla struttura, fu completata nel 1631 e inaugurata nuovamente nel 1710. Si tratta di un edificio rettangolare con coro e con copertura data da una volta a botte. L'altare con viticci d'acanto risale al 1696 e la pala d'altare che conserva l'immagine raffigurante la Madre di Dio è del XVI secolo. Sopra la porta della sagrestia sono appesi gli stemmi di Christoph Benedikt Hayden e della sua seconda moglie Eleonora Hegenmüller dipinti su legno. Nel cortile del castello è presente un antico pozzo con tetto in ferro battuto. Alcune ali del cortile hanno portici a uno o due piani e le facciate presentano varie decorazioni. Nell'ala est sono stati rinvenuti resti di un dipinto con graffiti del XVII secolo e nell'ala principale un piccolo androne presenta soffitti in stucco, anch'essi risalenti al XVII secolo. Il castello è circondato da un muro di cinta.

### Bene architettonico tutelato
Castel Weyer è stato posto sotto tutela dei monumenti da parte della Repubblica austriaca col numero 110183.